# 週刊情報チャージ! チルシル
週刊情報チャージ! チルシル（しゅうかんじょうほうチャージ! チルシル、英: CHILDREN'S NEWS）はNHK総合が2025年4月5日（土）から放送しているニュース解説番組。

## 概要
この時間帯では、1994年の『週刊こどもニュース』と1999年の『NHK週刊ニュース』の放送開始から29年間にわたって『週刊ニュース』シリーズの番組が放送されていたが、2023年3月の『週刊まるわかりニュース』の放送終了により同年4月からは再放送枠となっていた。本番組の開始により、2年ぶりに『週刊ニュース』シリーズが復活することになり、直接的な子ども向けニュース番組となると『週刊こどもニュース』終了以来15年3ヶ月ぶりの復活となる。タイトルの『チルシル』は、こどもの英語表記の「チルドレン」と、ニュースを「知る（シル）」からとられている。
2024年9月16日の11時25分 - 11時54分にパイロット版『チルシルジャーナル』を令和版『こどもニュース』と謳って生放送され、『チルシル』の名前とMCの江原啓一郎を継承してレギュラー化したものである。
2025年2月15日にパイロット版『情報チャージ! チルシル』が放送されている。
本番組では番組ロゴや背景と一体になったカスタム時刻表示の全国送出が行われているが、日米関税交渉の特設ニュースにより9:10開始となった2025年6月7日など、放送時間が繰り下げとなった場合は、通常の時刻表示に別出しの番組ロゴのテロップの組み合わせとなる。
当番組の前に放送されている『チコちゃんに叱られる!』（8:15 - 9:00）が拡大放送の場合には、当番組は休止となる（実際に2025年7月26日が該当）。『チコちゃんに叱られる!』は、本来は前日金曜が本放送で、土曜日は再放送であるが、地域によっては金曜に地域別番組の放送となり、土曜が実質的な本放送となるための措置である。実際に2025年7月25日は、広島局で『コネクト』が拡大放送のため該当していた。

## 出演者

### ニュースのお兄さん
- 江原啓一郎[5][6]

### キャラクター
- ちるる - 池田美優

CGキャラクターのニュースモンスター。
- ハタケヤマ・チル・サトシ - 畠山智之

アニメキャラクターのキャスター。

### チルシルズ
- りりあな - 大野りりあな
- きゅう - 緑川きゅう
- あいれ - ミヤシロ藍玲
- ひなた - 阪口陽南

### レギュラー
- 佐々木希

## クリームで会いにいけますか
「クリームで会いにいけますか」は、ずっと真夜中でいいのに。の楽曲。
NHK総合テレビ『週刊情報チャージ! チルシル』のテーマソング。NHKのテレビ番組『みんなのうた』2025年5月度の楽曲。
- うた：ずっと真夜中でいいのに。
- 作詞：ACAね
- 作曲：ACAね
- 編曲：100回嘔吐、ZTMY
- アニメ：大谷たらふ
- 『みんなのうた』放送月
  - 2025年5月（SDGs）